# Peter Betham
Pour les articles homonymes, voir Betham.

a Compétitions nationales et continentales officielles uniquement.

b Matchs officiels uniquement.
Dernière mise à jour le 20 mars 2025.
Peter Betham, né le 6 janvier 1989 à Wellington (Nouvelle-Zélande), est un joueur international australien de rugby à XV. Il joue aux postes de centre ou d'ailier pour le club du RC Narbonne.

## Biographie

### En club
Après avoir joué entre 2008 et 2014 dans plusieurs équipes australiennes comme les Waratahs, les Sydney Stars ou encore avec Tasman en Nouvelle-Zélande, Peter Betham décide de s'envoler pour l'Angleterre en 2015 en s'engageant pour le club anglais des Leicester Tigers où il joue pendant deux saisons.
À la suite de ses bonnes performances avec le club anglais, Betham est recruté en 2017 par le club de l'ASM Clermont qui joue alors en Top 14. Là-bas il dispute plus de 80 matchs pour un total de 160 points inscrits.
Après plusieurs saisons passées en Auvergne, Peter Betham quitte le Top 14 pour la Pro D2 en rejoignant Provence Rugby en 2021.
En avril 2023, Betham décide de quitter le club aixois et donne son accord pour la saison prochaine au RC Narbonne qui joue alors en Nationale. S'étant engagé pour deux saisons, il devient un joueur majeur sous les couleurs orange et noire. Disputant 48 matchs avec Narbonne, il décide à 36 ans de prolonger l'aventure d'une saison supplémentaire.

### En équipe nationale
Peter Betham connait sa première sélection avec l'équipe d'Australie le 19 octobre 2013 à l'occasion d'un match contre l'équipe de Nouvelle-Zélande à Dunedin.

## Statistiques en équipe nationale
- 2 sélections avec les Wallabies.
- 1 essai (5 points).

## Palmarès

### En club
- Vainqueur du Super Rugby en 2014 avec les Waratahs.
- Vainqueur du Challenge européen en 2019 avec l'ASM Clermont Auvergne.
- Finaliste du Championnat de France en 2019 avec l'ASM Clermont Auvergne.
- Finaliste de Nationale en 2024 avec le RC Narbonne.

### Distinctions personnelles
- Meilleur marqueur du Challenge européen en 2019 (10 essais).